# Claude-Joseph Gignoux
Claude-Joseph Gignoux, född 29 november 1890, död 16 april 1966, var en fransk ekonom, politiker och journalist.
Gignoux var professor vid juridiska fakulteten i Nancy. Han efterträdde Lucien Romier som redaktör för La Journée industrielle och har vid olika tillfällen använts av handelsdepartementet för ekonomiska utredningar, delvis i samband med underhandlingar i Genève. Gignoux blev deputerad 1928, understatssekreterare under konseljpresident i Pierre Lavals regering 1931-1932, och utsågs till fransk ordförande i den fransk-tyska kommitté för ekonomiskt närmande, som tillsattes efter Lavals besök i Berlin.